# 舍夫琴基 (科澤利希納區)
49°7′25″N 33°45′55″E / 49.12361°N 33.76528°E
舍夫琴基（烏克蘭語：Шевченки），是烏克蘭中部的村莊，隸屬波爾塔瓦州的克雷門丘克區。該村距離下茹日馬尼夫卡0.5公里，海拔高度76米，2001年人口66。